# Samuel Mráz
Samuel Mráz (Malacky, 13 mei 1997) is een Slowaaks voetballer, die doorgaans speelt als spits. Mráz werd in januari 2019 door FC Crotone gehuurd van Empoli FC. Mráz is sedert oktober 2018 Slowaaks international.

## Clubcarrière
Mráz doorliep de jeugdreeksen van onder meer ŠK Malacky en FK Senica. Bij Senica stroomde hij in 2014 door naar het eerste elftal. Op 12 april 2014 maakte Mráz zijn debuut op het hoogste niveau. In de thuiswedstrijd tegen AS Trenčín mocht hij starten en werd na 64 minuten vervangen door Jakub Kosorin. Halfweg het seizoen 2016/17 werd hij overgenomen door reeksgenoot MŠK Žilina waarmee hij op het einde van het seizoen landskampioen werd. In het seizoen 2017/18 werd hij topscorer met 21 doelpunten uit 34 wedstrijden. Dat leverde hem een transfer op naar de Italiaanse eersteklasser Empoli FC. Op 26 augustus 2018 maakte hij zijn debuut in de Serie A. In de uitwedstrijd bij Genoa CFC mocht hij dertien minuten voor tijd invallen voor Antonino La Gumina. In de toegevoegde tijd van de wedstrijd wist hij de aansluitingstreffer te scoren maar verder dan een 2–1 eindstand kwam het niet. Eind januari 2019 werd hij voor het resterende gedeelte van het seizoen uitgeleend aan FC Crotone, uitkomend in de Serie B.

## Interlandcarrière
Mráz doorliep verschillende nationale jeugdploegen. Op 16 oktober 2018 maakte hij zijn debuut bij de nationale ploeg. Door bondscoach Stefan Tarkovic mocht hij 19 minuten voor tijd Adam Nemec komen vervangen in de wedstrijd tegen Zweden. De wedstrijd eindigde op 1–1.